# علوم اعصاب تربیتی
علوم اعصاب تربیتی (به انگلیسی: Educational Neuroscience) که در برخی منابع مطالعات ذهن، مغز و تربیت (به انگلیسی Mind, Brain, and Education Science) نیز نامیده می‌شود، یک علم یادگیری در حال رشد، پویا و جذاب است که قدمت آن را می‌توان در اندیشه‌های نخستین فیلسوفان و اندیشمندان باستان جستجو کرد.
اما، علوم اعصاب تربیتی به عنوان یک رشته دانشگاهی حدود یک دهه است که در دانشگاه‌ها در مقاطع کارشناسی ارشد و دکتری ارائه می‌شود. به‌طور خلاصه، این علم جدید یادگیری در صدد پیوند دانش دربارهٔ مغز و ذهن با دانش دربارهٔ برنامه درسی و آموزش است.

## رابطه علوم اعصاب و تربیت
انسان‌ها همواره دغدغه فهم چگونگی یادگیری مغز را داشته‌اند و اکنون این امکان به واسطه فناوری‌های تصویربرداری عصبی پیشرفته بیش از پیش فراهم شده‌است. رشد سریع فنون تصویربرداری کارکردی، فرصت‌های فوق‌العاده‌ای در اختیار پژوهشگران قرار داده که به مطالعه مغز در حال فعالیت در انسان‌های سالم بپردازند. پیشرفت اخیر دانش و پژوهش مغز به پیدایش موجی از بینش‌های نوین دربارهٔ مکانیزم‌های عصبی زیربنای یادگیری، حافظه، رشد، تفکر، هیجان و انگیزش منجر گردیده و در نتیجه بسیاری از پژوهشگران را به تلاش در زمینه بهره‌گیری از یافته‌های علوم اعصاب در بهبود تفکر و سیاست تربیتی ترغیب نموده‌است با این وجود، برخی از تربیت شناسان به برقراری ارتباط مستقیم میان دو قلمرو علوم اعصاب و علوم تربیتی تردید داشته و بر ایجاد پیوندی غیرمستقیم اصرار می‌ورزند. روان‌شناس شناختی معروف، رئیس بنیاد جیمز مک دانل، جان بروئراز جمله کسانی است که ادعا می‌کنند، ممکن است در آینده پژوهش مغز دلالت‌ها و کاربردهایی برای تربیت داشته باشد، اما در حال حاضر علم مغز قابلیت کاربرد در سیاست یا عمل تربیتی ندارد؛ بنابراین امکان هیچ‌گونه پیوندی «مستقیم» بین علوم اعصاب و تربیت وجود ندارد. او از همان اوان پیدایش دانش عصب- تربیت، شکاف بین این دو حوزه را بسیار طولانی دانسته و معتقد بود که این شکاف طولانی را می‌توان از طریق دانش «روان‌شناسی شناختی» پُر نمود. به عبارتی دیگر، او روان‌شناسی شناختی را یک میانجی مناسب برای برقراری پیوند غیرمستقیم میان دو قلمرو علمی علوم اعصاب و علوم تربیتی قلمداد می‌کند. جان هالنیز با اذعان به دشواری امکان برقراری پیوند مستقیم میان این دو حوزه علمی با بروئر همصدا است. اما هال از منظر دیگری به این مسئله می‌نگرد و پیشنهاد دیگری برای از بین بردن این شکاف ارائه می‌کند. او معتقد است، علوم اعصاب و تربیت را نمی‌توان به‌طور مستقیم پیوند داد، اما «علوم اعصاب شناختی» می‌تواند بین علوم اعصاب و روان‌شناسی پیوند برقرار کند و حاصل این پیوند در حوزه تربیت بکار گرفته شود.
با وجود اینکه بروئر و هال بر عدم امکان پیوند مستقیم میان علوم اعصاب و تربیت اصرار می‌ورزند، بسیاری همچون بیرنس و فاکس (۱۹۹۸)، بلیک مور و فریث (۲۰۰۵)، فیشر، گاسوامی و گیک (2010) و گاردنر (2009) علاوه بر اهمیت روان‌شناسی شناختی به عنوان یک مبنای مهم، از برقراری یک پیوند مستقیم میان علوم اعصاب و تربیت نیز حمایت می‌کنند. آن‌ها ادعا می‌کنند که هر یک از این قلمروهای میانجی معرفی شده توسط بروئر و هال خود می‌توانند پیام‌های تربیتی مهمی داشته باشند؛ اما آن‌ها همچنین معتقدند اینک زمان آن رسیده که دلالت‌های تربیتی ضمنی و صریح برخاسته از پژوهش علوم اعصاب نیز مطالعه و در تلفیق با سایر مبانی تربیت برای بهبود نظریه و عمل تربیتی بکار گرفته شود.
علوم اعصاب تربیتی به عنوان یک قلمرو میان‌رشته‌ای
در واقع، با وجود تنوع در دربارهٔ چگونگی امکان بهره‌گیری از پژوهش مغز در تربیت، دیدگاه غالب آن است که علوم اعصاب قابلیت آن را دارد که به عنوان یک منبع ارزشمند اطلاعاتی برای تفکر و عمل تربیتی قلمداد شود. علاوه بر این، برخی مطالعات پیمایشی نیز در سال‌های اخیر نشان داده‌است که میان مربیان و دانشمندان علوم اعصاب یک توافق نسبی در ارتباط با ضرورت پیوند بین علوم اعصاب و تربیت وجود دارد. علوم اعصاب و تربیت می‌توانند با یکدیگر تعامل مستقیم داشته باشند، چرا که تربیت شناسان می‌توانند اطلاعات دربارهٔ نحوه یادگیری بهینه مغز (به عنوان اندام زیستی یادگیری) را از مطالعات علوم اعصاب دریافت کنند. همچنین این تعامل می‌تواند به صورت غیر مستقیم نیز صورت گیرد، به این ترتیب که علوم اعصاب دانش دربارهٔ مبانی روان‌شناختی رفتار و ذهن را تغییر می‌دهد و این یافته‌های روان‌شناسی نیز اندیشه و سیاست تربیتی را تحت تأثیر قرار می‌دهند. این نوع تصور از رابطه علوم اعصاب و تربیت به پیدایش دیسیپلین نوپای علوم اعصاب تربیتی منجر شده‌است. همانند هر حوزه دانشی دیگر این علم جدید نیز دارای مفاهیم، رهبران، روش‌شناسی پژوهش، تاریخ و مدل‌ها و نظریه‌های خاصی می‌باشد که آن را از سایر دیسیپلین‌ها متمایز می‌کند.

## علوم اعصاب تربیتی به عنوان یک رشته دانشگاهی
علوم اعصاب تربیتی همراه با مطالعات ذهن، مغز و تربیت قلمرویی از دانش میان رشته‌ای گسترده‌تری با عنوان علوم یادگیری است. علوم اعصاب تربیتی یک دانش در حال رشد، پویا و جذاب است که قدمت تأسیس آن زیاد طولانی نیست و به عنوان یک رشته دانشگاهی در حدود یک دهه است که در دانشگاه‌ها ارائه می‌شود. در واقع، این علم جدید یادگیری در صدد پیوند دانش دربارهٔ مغز و ذهن با دانش دربارهٔ برنامه درسی و پداگوژی است. این علم جدید، دانش میان‌رشته‌ای مرکب از یافته‌های علوم اعصاب، علوم شناختی، روان‌شناسی و علوم تربیتی است که رسالت اساسی آن ایجاد یک بنیان مستحکم علمی برای مطالعه یادگیری و تربیت است،. این رشته اکنون در دانشگاه‌های معتبری مانند گروه مطالعات ذهن، مغز و تربیت دانشگاه هاروارد، گروه مطالعات عصب- تربیت دانشگاه بریستول، گروه علوم اعصاب و تربیت دانشگاه کمبریج، گروه علوم اعصاب تربیتی دانشگاه لندن، در سطوح کارشناسی ارشد و دکتری ارائه می‌شود. جامعه بین‌المللی ذهن، مغز و تربیت با انتشار مجله ذهن، مغز و تربیت به معرفی دستاوردها و پیشرفت‌های این رشته می‌پردازد. در ایران این رشته با عنوان مطالعات ذهن، مغز و تربیت توسط پژوهشکده علوم شناختی ارائه می‌شود. همچنین سیگ علوم اعصاب تربیتی وابسته به انجمن برنامه درسی ایران به انتشار خبرنامه‌های تخصصی مرتبط با حوزه ذهن، مغز و تربیت، برگزاری سخنرانی‌های علمی ماهیانه با دعوت از متخصصین رشته در سطح ملی، تدوین و تألیف منابع معتبر در حوزه علوم اعصاب تربیتی و معرفی آنها به جامعه تربیتی کشور و طراحی و اجرای پروژه‌های علمی و فناورانه با همکاری سازمانها و موسسات مرتبط فعالیت می‌کند.
1. ↑  Nouri. A. (2013). Practical Strategies for Enhancing Interdisciplinary Collaboration in Neuroeducational Studies. International Journal of Cognitive Research in science, engineering and education (IJCRSEE), 1 (2).
2. ↑  نوری، علی. (۱۳۹۳). مبانی و اصول عصب شناختی یادگیری و تربیت. انتشارات سمت.
3. ↑  Bruer, T. J. (1999). In search of … brain-based education. Phi Delta Kappan, 80 (9): 648-657.
4. ↑  1) Hall, J. (2005). Neuroscience and education: a review of the contribution of brain science to teaching and learning. (Issue 121 of SCRE research report). Scottish Centre for Research in Education (SCRE).
5. ↑  Byrnes J P. & Fox N A. (1998b). Mind, Brain, and Education: part II. Responding to Commentaries. Educational Psychology Review, ۱۰ (۴): ۴۳۱–۴۳۹
6. ↑  . Blakemore, S-J. & Frith, U. (2005). The Learning Brain: Lessons for Education. Blackwell Publishing Ltd
7. ↑  Fischer, K W. , Goswami U. , & Geake J. (2010). The Future of Educational Neuroscience. Mind, Brain, and Education, ۴ (۲), ۶۸–۸۰
8. ↑  Gardner H. (2009). An Education Grounded in Biology: Interdisciplinary and Ethical Considerations. Mind, Brain, and Education, ۳ (۲): ۶۸–۷۳.
9. ↑  Goswami, Usha (2006-05). "Neuroscience and education: from research to practice?". Nature Reviews Neuroscience (به انگلیسی). 7 (5): 406–413. doi:10.1038/nrn1907. ISSN 1471-0048. {{cite journal}}: Check date values in: |date= (help)
10. ↑  1) Pickering, S. J. & Howard-Jones, P. (2007). Educator's view on the role of neuroscience in education: Finding from a study of UK and international perspectives. Mind, Brain and Education, ۱(۳), ۱۰۹–۱۱۳.
11. ↑  1) Tokuhama-Espinosa, T. (2008). The scientifically substantiated art of teaching: A study in the development of standards in the new academic field of Neuroeducation. (Mind, Brain, and Education science). PhD Dissertation: Capella University.
12. ↑  Thomas, M.S.C. , Ansari, D. & Knowland, V.C.P. (2019). Annual Research Review: Educational neuroscience: progress and prospects. Journal of Child Psychology and Psychiatry, ۶۰(۴), ۴۷۷–۴۹۲.
13. ↑  نوری، علی. (1393). مبانی زیست شناختی برنامه درسی. دانشنامه برنامه درسی.
14. ↑  Nouri, A., Tokuhama-Espinosa, T. N., & Borja, C. (2022). Crossing mind, brain, and education boundaries. Cambridge scholars publishing.

Nouri, A. & Mehrmohammadi, M. (2013). Defining boundaries for neuroeducation as a field of study. Educational Research Journal, 27 (1& 2), 1-24.
15. ↑  پاتن. کاترین؛ و کمپل، استیفن. علوم اعصاب تربیتی. ترجمه علی نوری (۱۳۹۳). انتشارات دانشگاه ملایر و تایماز.
16. ↑  Nouri, A. (2016). Basic principles of research in Neuroeducation Studies. International Journal of Cognitive Research in science, engineering and education (IJCRSEE), 4 (1), 59-66.
17. ↑  Mareschal, D. , Butterworth, B. & Tolmie, A. (2013) Educational Neuroscience. Oxford, UK: Wiley-Blackwell. ISBN 978-1-119-97319-5